# عظمت علی
عظمت علی (بنگالی: আজমত আলী؛ ۱۵ مارس ۱۹۵۶ – ۲۹ نوامبر ۲۰۲۲) بازیکن فوتبال اهل بنگلادش بود.
وی همچنین در تیم‌های ملی فوتبال زیر ۲۰ سال بنگلادش و بنگلادش بازی کرده است.